# فیلیپ فایت

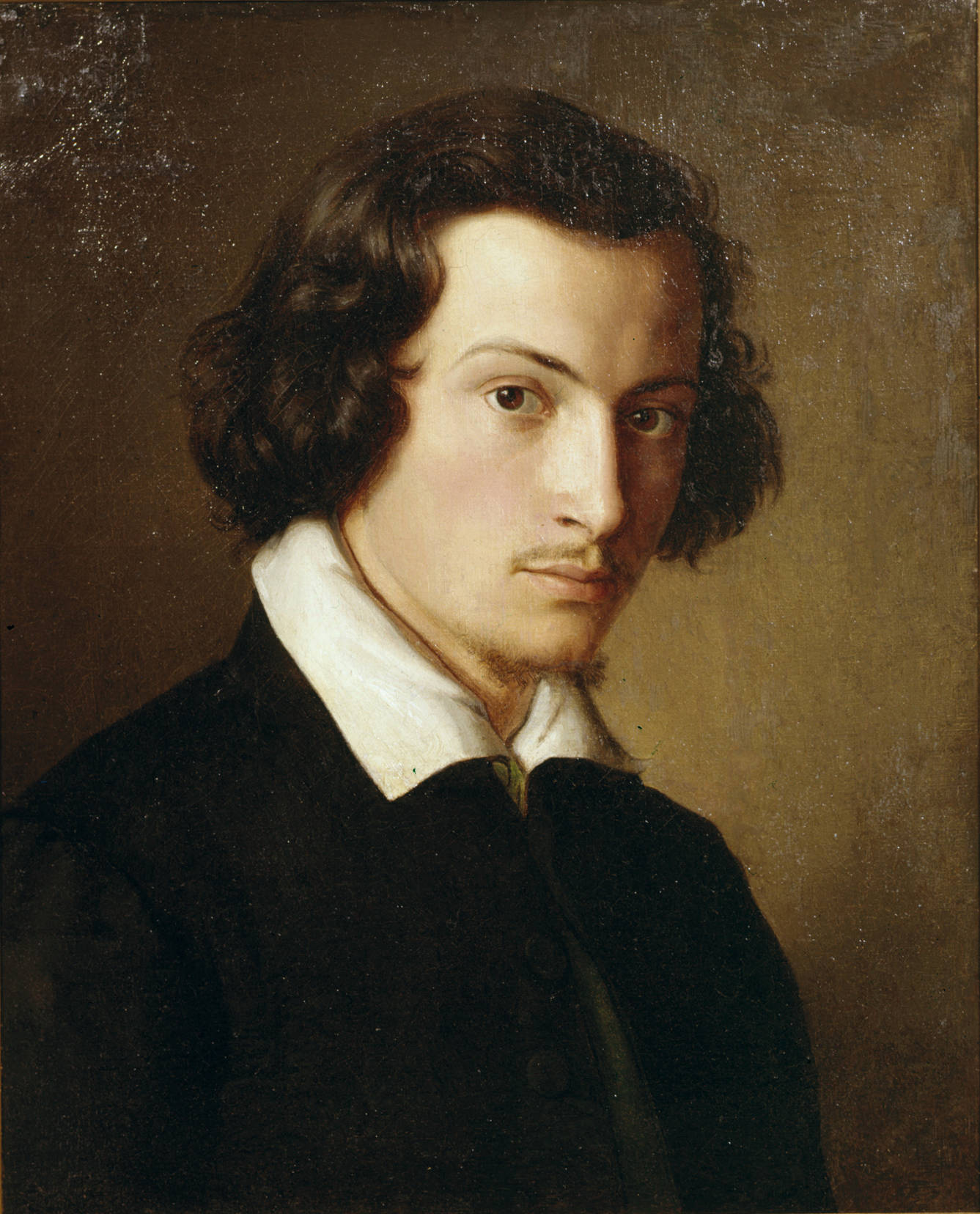
خودنگاره، ۱۸۱۶

فیلیپ فایت (آلمانی: Philipp Veit) (زاده ۱۳ فوریه ۱۷۹۳ در برلین – درگذشته ۱۸ دسامبر ۱۸۷۷ در ماینتس) نقاش رمانتیسم یهودی آلمانی بود.

## نگارخانه

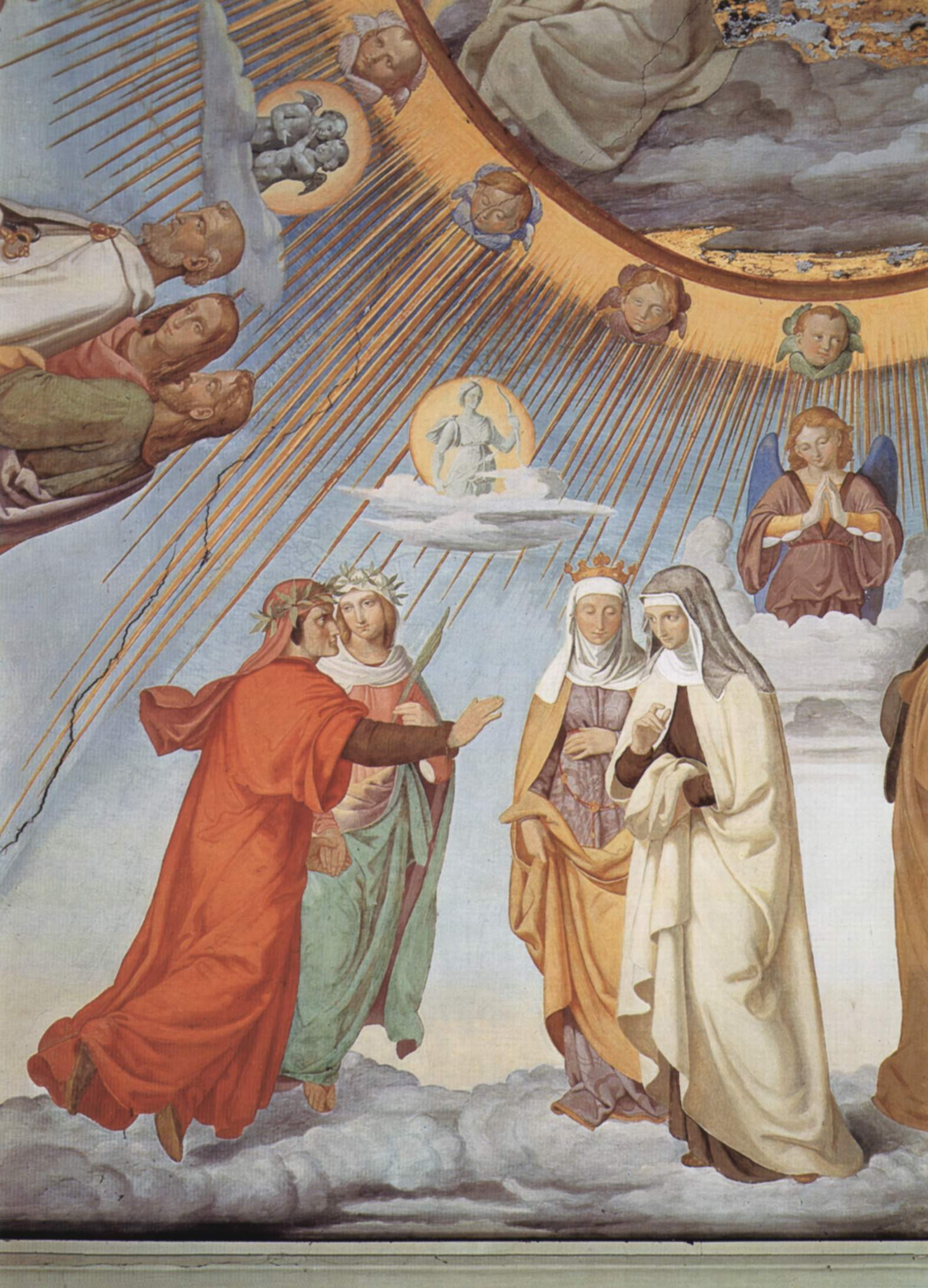
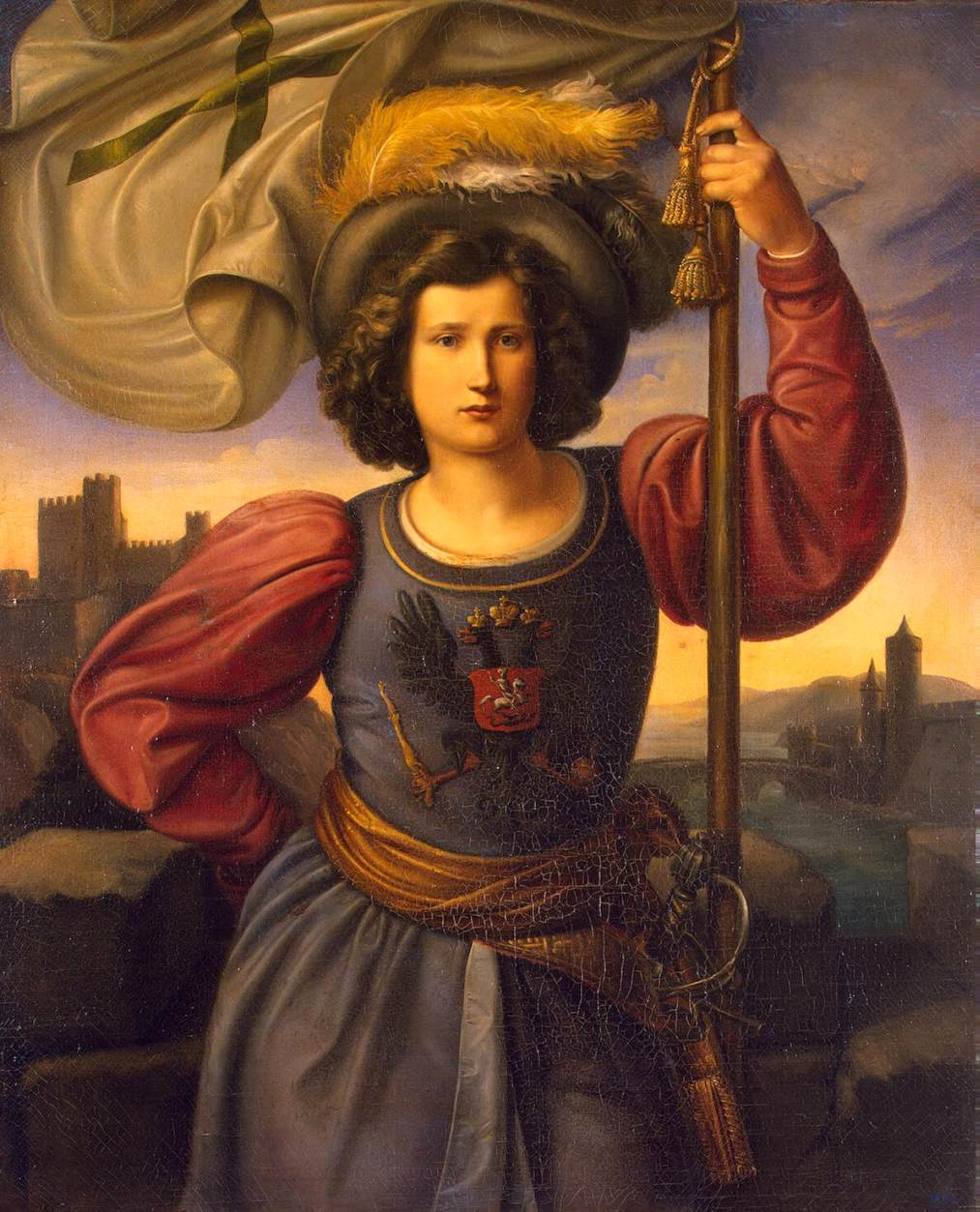
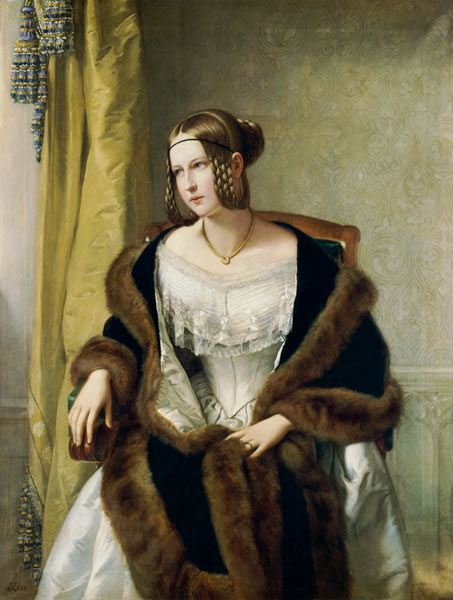
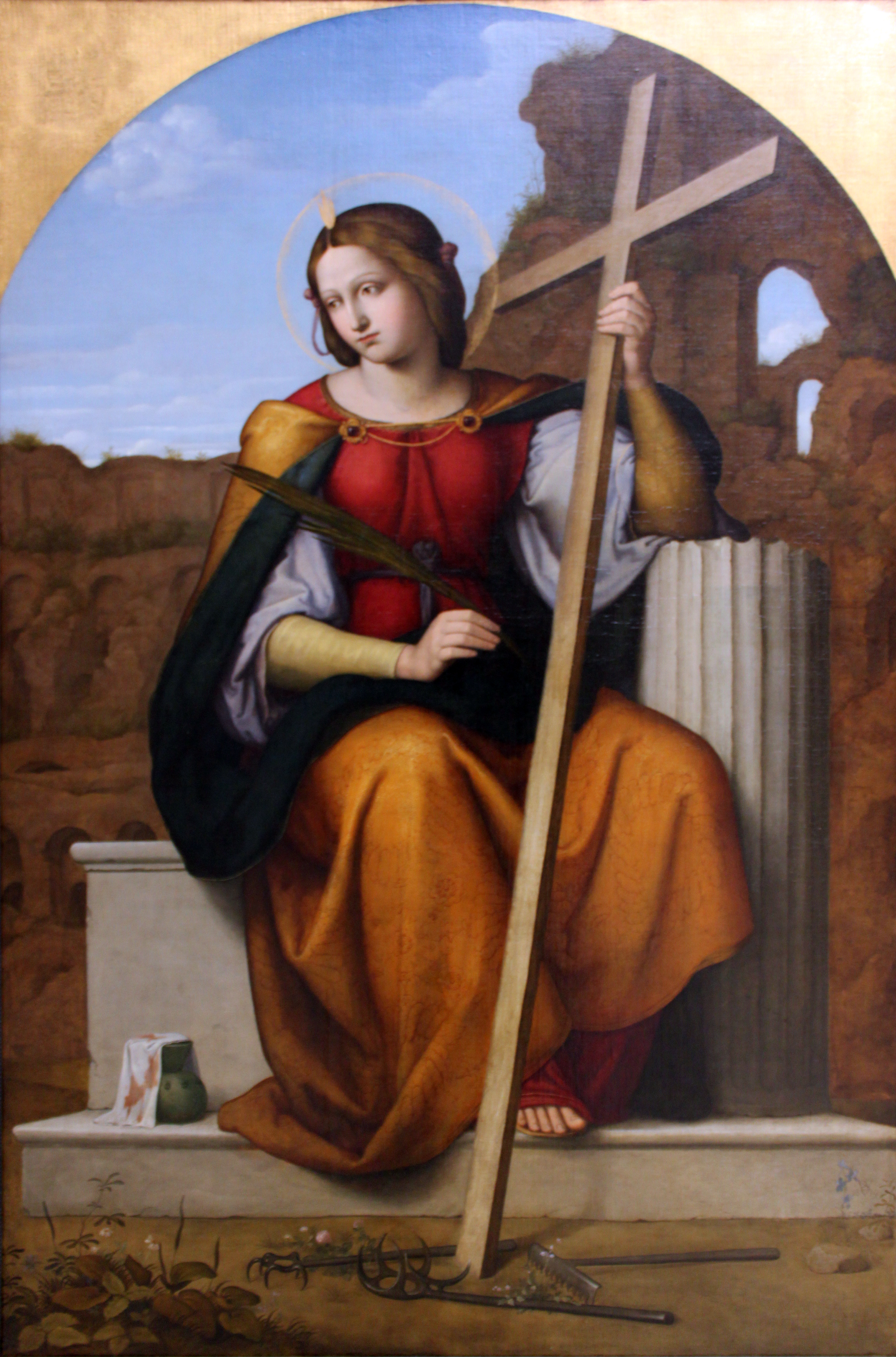